# Bahnstrecke Trutnov střed–Teplice nad Metují
| Kursbuchstrecke (SŽ): | 047                  |                                                   |                                           |
| Streckenlänge: | 31,90 km             |                                                   |                                           |
| Spurweite: | 1435 mm (Normalspur) |                                                   |                                           |
| Streckenklasse: | C2                   |                                                   |                                           |
| Streckengeschwindigkeit: | 50 km/h              |                                                   |                                           |
| |                      |                                                   |                                           |
| \| \| \| von Velký Osek–Trutnov hl.n. (vorm. ÖNWB) \| \| \| \| 0,000 \| Trutnov střed früher Parschnitz Ort \| 400 m \| \| \| \| nach Trutnov-Poříčí (vorm. ÖNWB) \| \| \| \| \| Trutnov zastávka früher Parschnitz \| 390 m \| \| \| \| Jaroměř–Lubawka (vorm. SNDVB) \| \| \| \| 3,500 \| Lhota u Trutnova früher Bösig-Welhotta \| 425 m \| \| \| 5,813 \| Petříkovice früher Petersdorf (b Trautenau) \| 450 m \| \| \| 8,712 \| Chvaleč früher Qualisch \| 515 m \| \| \| 12,307 \| Radvanice früher Radowenz \| 580 m \| \| \| 16,734 \| Janovice u Trutnova früher Johnsdorf-Hottendorf \| 565 m \| \| \| 18,940 \| Hodkovice u Trutnova früher Hottendorf \| 595 m \| \| \| 21,417 \| Horní Adršpach früher Ober Adersbach \| 560 m \| \| \| 24,721 \| Adršpach früher Adersbach \| 505 m \| \| \| 28,159 \| Teplice nad Metují skály früher Wekelsdorf Felsen \| 485 m \| \| \| \| \| \| \| \| \| Teplice nad Metují město früher Wekelsdorf Markt \| 475 m \| \| \| 31,221 \| Teplický (230 m) \| Teplický (230 m) \| \| \| \| von Meziměstí (vorm. StEG) \| \| \| \| 31,900 \| Teplice nad Metují früher Wekelsdorf \| 470 m \| \| \| \| nach Choceň (vorm. StEG) \| \| |                      |                                                   |                                           |
| Strecke |                      | von Velký Osek–Trutnov hl.n. (vorm. ÖNWB)         | von Velký Osek–Trutnov hl.n. (vorm. ÖNWB) |
| Bahnhof | 0,000                | Trutnov střed früher Parschnitz Ort               | 400 m                                     |
| Abzweig geradeaus und nach links |                      | nach Trutnov-Poříčí (vorm. ÖNWB)                  | nach Trutnov-Poříčí (vorm. ÖNWB)          |
| Haltepunkt / Haltestelle |                      | Trutnov zastávka früher Parschnitz                | 390 m                                     |
| Kreuzung geradeaus unten |                      | Jaroměř–Lubawka (vorm. SNDVB)                     | Jaroměř–Lubawka (vorm. SNDVB)             |
| Haltepunkt / Haltestelle | 3,500                | Lhota u Trutnova früher Bösig-Welhotta            | 425 m                                     |
| Haltepunkt / Haltestelle | 5,813                | Petříkovice früher Petersdorf (b Trautenau)       | 450 m                                     |
| Bahnhof | 8,712                | Chvaleč früher Qualisch                           | 515 m                                     |
| Bahnhof | 12,307               | Radvanice früher Radowenz                         | 580 m                                     |
| Bahnhof | 16,734               | Janovice u Trutnova früher Johnsdorf-Hottendorf   | 565 m                                     |
| Haltepunkt / Haltestelle | 18,940               | Hodkovice u Trutnova früher Hottendorf            | 595 m                                     |
| Haltepunkt / Haltestelle | 21,417               | Horní Adršpach früher Ober Adersbach              | 560 m                                     |
| Bahnhof | 24,721               | Adršpach früher Adersbach                         | 505 m                                     |
| Haltepunkt / Haltestelle | 28,159               | Teplice nad Metují skály früher Wekelsdorf Felsen | 485 m                                     |
| Brücke |                      |                                                   |                                           |
| Haltepunkt / Haltestelle |                      | Teplice nad Metují město früher Wekelsdorf Markt  | 475 m                                     |
| Tunnel | 31,221               | Teplický (230 m)                                  | Teplický (230 m)                          |
| Abzweig geradeaus und von links |                      | von Meziměstí (vorm. StEG)                        | von Meziměstí (vorm. StEG)                |
| Bahnhof | 31,900               | Teplice nad Metují früher Wekelsdorf              | 470 m                                     |
| Strecke |                      | nach Choceň (vorm. StEG)                          | nach Choceň (vorm. StEG)                  |

Die Bahnstrecke Trutnov střed–Teplice nad Metují ist eine regionale Eisenbahnverbindung in Tschechien, die ursprünglich als staatlich garantierte Lokalbahn Wekelsdorf–Parschnitz–Trautenau (tschech.: Místní dráha Teplice–Poříčí–Trutnov) erbaut und betreiben wurde. Sie verläuft von Trutnov (Trautenau) über Adršpach (Adersbach) nach Teplice nad Metují (Wekelsdorf).
Nach einem Erlass der tschechischen Regierung ist die Strecke seit dem 20. Dezember 1995 als regionale Bahn („regionální dráha“) klassifiziert.

## Geschichte

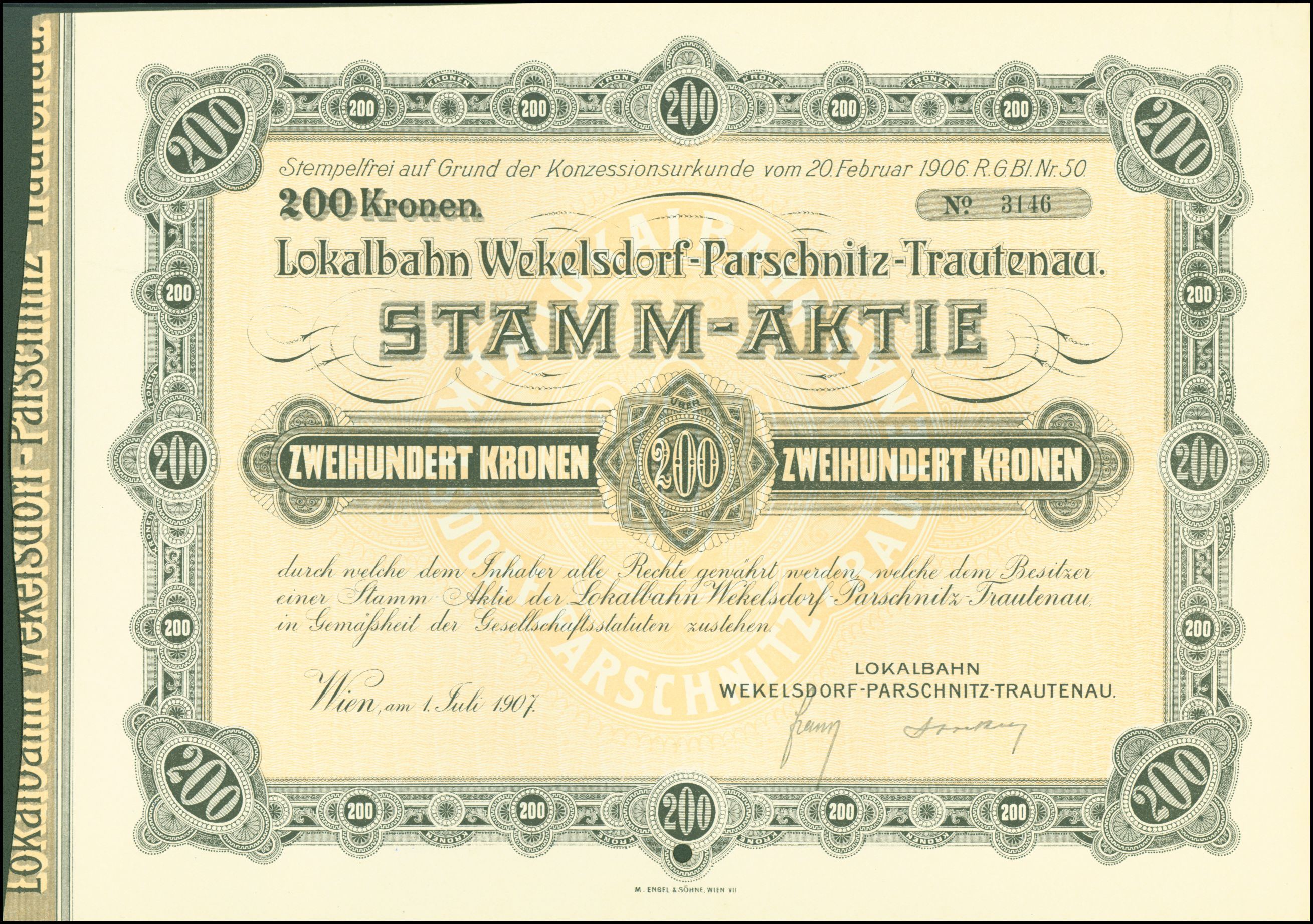
Stammaktie über 200 Kronen der Lokalbahn Wekelsdorf–Parschnitz–Trautenau vom 1. Juli 1907

Am 20. Februar 1906 wurde die Konzession zum Baue und Betriebe einer als normalspurige Lokalbahn auszuführenden Lokomotiveisenbahn von der Station Wekelsdorf der Linie Chotzen–Halbstadt der priv. österreichisch-ungarischen Staatseisenbahngesellschaft nach Parschnitz erteilt. Das Aktienkapital der Gesellschaft betrug 1916 insgesamt 8.091.400 Kronen.
| Aktienart            | Stück  | Kronen |
| -------------------- | ------ | ------ |
| Stammaktie 1907      | 8.000  | 200    |
| Stammaktie 1916      | 172    | 200    |
| Prioritätsaktie 1907 | 26.160 | 200    |
| Prioritätsaktie 1916 | 6.125  | 200    |

Am 24. September 1908 wurde die Strecke eröffnet. Den Betrieb führten die k.k. Staatsbahnen (kkStB) für Rechnung der Eigentümer aus. 
Nach dem Ersten Weltkrieg traten an Stelle der kkStB die neu gegründeten Tschechoslowakischen Staatsbahnen ČSD.
Im Jahre 1935 ging die Lokalbahn Wekelsdorf–Parschnitz–Trautenau ins Eigentum der ČSD über. 

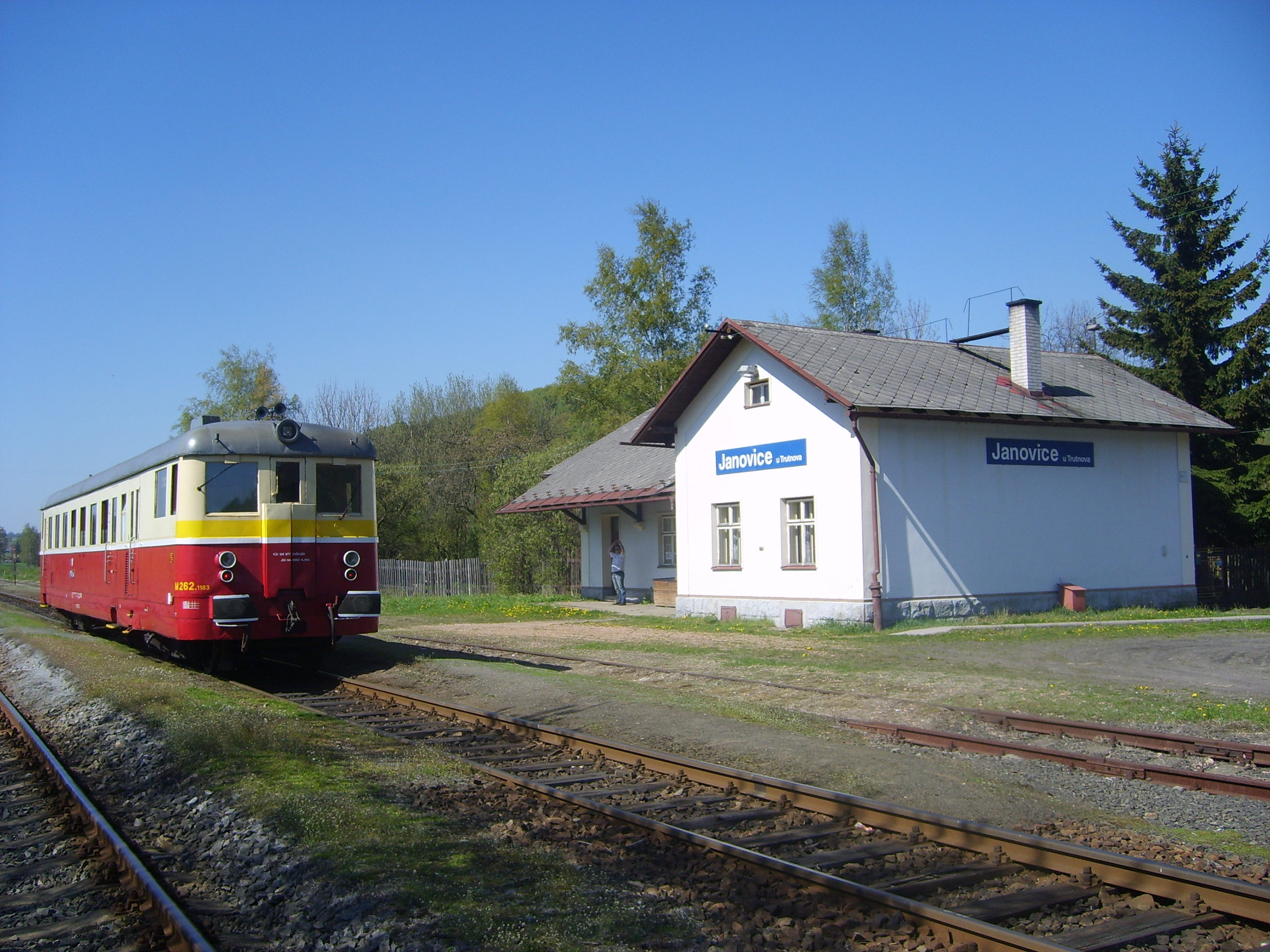
Bahnhof Janovice u Trutnova mit einem historischen Zug (2011)

Nach der Angliederung des Sudetenlandes an Deutschland im Herbst 1938 ging die Betriebsführung der Strecke an die Deutsche Reichsbahn, Reichsbahndirektion Breslau über. Im Reichskursbuch war die Verbindung nun als Kursbuchstrecke 155g Wekelsdorf–Trautenau enthalten.
Damit einher ging die endgültige Verstaatlichung und Auflösung der Lokalbahn Wekelsdorf–Parschnitz–Trautenau. Das Gesetz vom 2. August 1940 „betreffend die Übernahme von Eisenbahnen im Reichsgau Sudetenland und in den in die Reichsgaue Oberdonau und Niederdonau eingegliederten Teilen der sudendeutschen Gebiete auf das Reich“ regelte u. a. die Verstaatlichung von neun Lokalbahnen mit einer Gesamtlänge von 169,77 km, an denen der tschechoslowakische Staat bereits die Mehrheit der Aktienanteile besessen hatte.
Nach dem Ende des Zweiten Weltkriegs am 9. Mai 1945 kam die Strecke wieder zu den ČSD. 
Am 1. Januar 1993 ging die Strecke im Zuge der Auflösung der Tschechoslowakei an die neu gegründeten České dráhy (ČD) über. Seit 2003 gehört sie zum Netz des staatlichen Infrastrukturbetreibers Správa železniční dopravní cesty (SŽDC).
Der Fahrplan 2008 verzeichnete insgesamt acht Zugpaare an Werktagen, die in einem angenäherten Zweistundentakt verkehrten. Ein Teil der Züge wurde auch von und nach Meziměstí durchgebunden. Während der Touristensaison im Sommer verkehrten weitere Züge zwischen Teplice nad Metují und dem touristischen Zentrum Adršpach, die den Fahrplan dort zu einem stündlichen Angebot verdichteten.
Ab 28. April 2018 verkehren an Wochenenden und Feiertagen im Sommerhalbjahr zwei direkte Zugpaare von Wrocław bzw. Wałbrzych bis Adršpach.
Die Strecke Trutnov střed–Teplice nad Metují wird zusammen mit der Bahnstrecke Havlíčkův Brod–Humpolec als eine von zwei regionalen Bahnen in Tschechien in einem Pilotprojekt mit dem europäischen Zugbeeinflussungssystem ETCS ausgerüstet. Eine entsprechende Ausschreibung veröffentlichte die Infrastrukturverwaltung am 27. Mai 2021. Zum Einsatz kommt die Version L1 LS Regional.

## Fahrzeugeinsatz

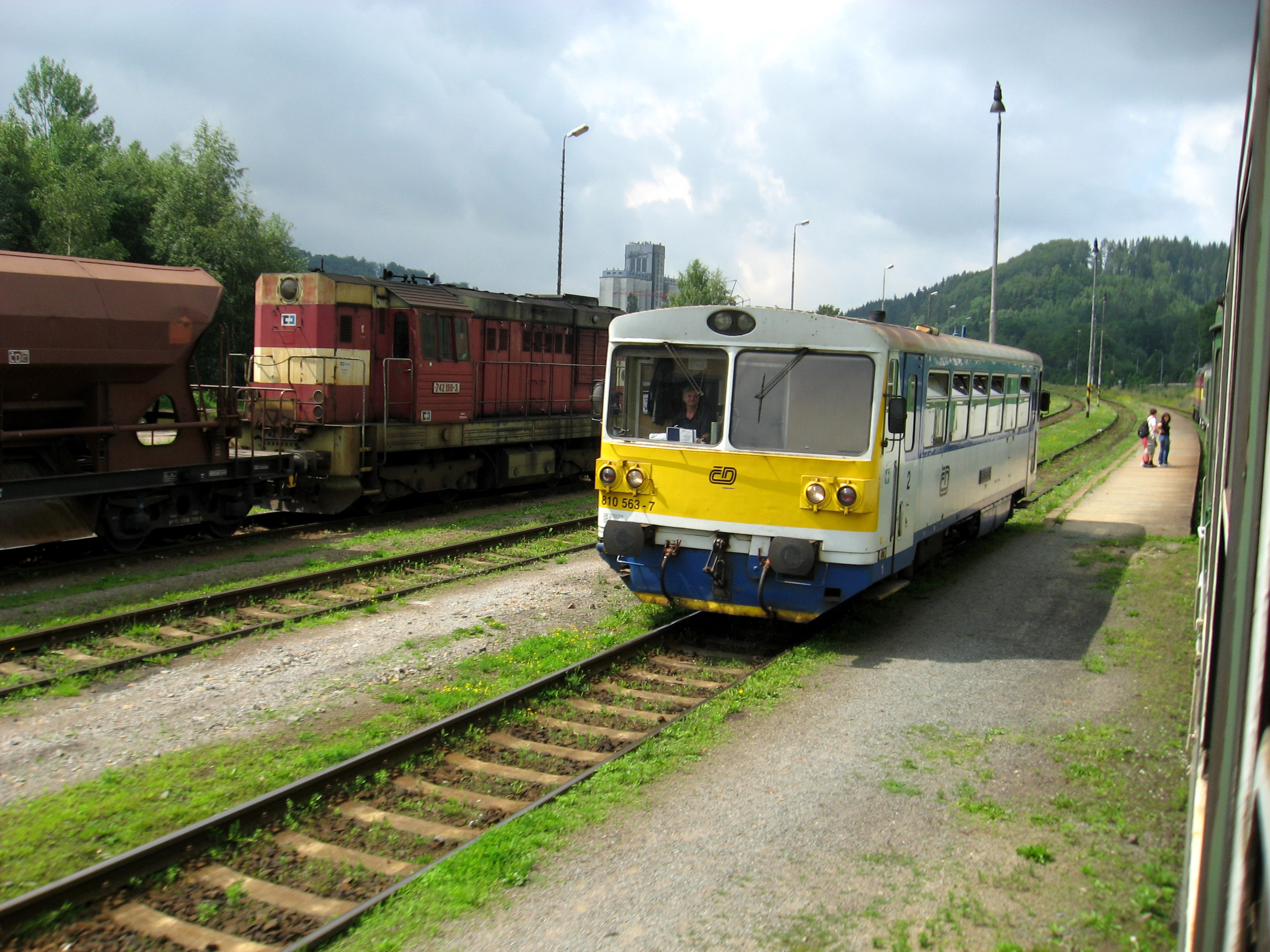
ČD-Baureihe 810 in Trutnov střed (2008)

Auf Rechnung der Lokalbahn Wekelsdorf–Parschnitz–Trautenau beschafften die kkStB vier  Lokomotiven der Reihe 178. Die Lokomotiven besaßen die Betriebsnummern 178.58–60, 87.
Seit den 1970er Jahren wurde der Reiseverkehr vor allem mit den bewährten zweiachsigen Triebwagen der ČSD-Baureihe M 152.0 (heute: 810) abgewickelt. Vereinzelt kommen die „Regionova“-Garnituren der ČD-Baureihe 814 oder anderweitige Triebwagen zum Einsatz.
Mit der Wiederinbetriebnahme der Strecke Wałbrzych Głowny–Meziměstí im Jahr 2018 kommen zweiteilige Triebwagen der Reihe SA134 (PESA 218Md) aus den Baujahren 2007 bis 2012 meist in Doppeltraktion zum Einsatz. Diese Züge verkehren aus der Richtung Teplice nad Metují nur bis Adršpach und zurück.